# Scream and Light Up the Sky
Anything Else But The Truth é o segundo álbum de estúdio do The Honorary Title, lançado em 2007.

## Faixas
1. "Thin Layer" - 4:13
2. "Stay Away" - 4:10
3. "Untouched and Intact" - 3:06
4. "Stuck at Sea" - 4:19
5. "Far More" - 4:35
6. "Radiate" - 3:00
7. "Along the Way" - 5:08
8. "Apologize" - 3:13
9. "The City's Summer" - 2:54
10. "Only One Week" - 4:10
11. "Wait Until I'm Gone" - 5:07
12. "Even If" - 3:37